# Бронницы (станция)
Бро́нницы — промежуточная грузовая железнодорожная станция и остановочный пункт Московско-Курского региона Московской железной дороги на 56—58 километрах главного хода Рязанского направления. Расположена в Раменском городском округе Московской области. Построена при сооружении линии Москва — Голутвин в 1862 году. Прежнее название – Бронницкая.
По объёму и сложности выполняемых грузовых операций станция относится к III -му классу.
Расположена на участках обслуживания Московско-Рязанской дистанции пути ПЧ-5; Панковской дистанции электроснабжения ЭЧ-3; Голутвинской дистанции сигнализации, централизации и блокировки ШЧ-8; Московско-Рязанской дистанции гражданских сооружений, водоснабжения и водоотведения НГЧ-3.

## История станции
Полустанок «Бронницы» был открыт на Московско-Рязанской железной дороге в 1862 году.
Подсобно-транзитная функция Бронниц по обеспечению Москвы промышленным сырьем и продовольствием резко сократилась в связи с постройкой железной дороги Москва — Рязань. Отдаленность от железной дороги стала тормозом в развитии города. Бронницкие купцы и жители собрали пять тысяч рублей серебром для строительства на Московско-Рязанской дороге железнодорожной станции Бронницы и 12-верстной подъездной дороги от города до станции. По прошению бронницкого купечества станция была открыта в 1868 году, что дало возможность улучшить связь с Москвой и с рынками других городов. После открытия станции возле неё появилось 8 домов, где поселили железнодорожных служащих и путевых рабочих. Землю они арендовали у крестьян села Малышево. В то время в поселке проживали 38 человек. С тех времён сохранилась расположенная рядом со станцией улица, где ранее жили путевые обходчики, названная Казарма 57 км.
Первый пассажирский поезд направлением Москва — Коломна прошёл 20 июля 1862 года с Рязанского вокзала (ныне Казанский вокзал).
Сразу же после постройки магистрали Москва — Рязань в XIX, начале XX века существовала как важнейшая железнодорожная станция Бронницкого уезда по обеспечению Москвы промышленным сырьем и продовольствием. Здесь же проходила перевалка грузов с железнодорожного на гужевой транспорт для доставки в уездный город Бронницы.
25 июля 1870 года открылось двухпутное движение на участке Москва — Рязань.
В годы Великой Отечественной войны в связи с трудностями в снабжении лесоматериалами возникла необходимость в строительстве лесовозной железной дороги на станции Бронницы. В июне 1942 года 53 юных железнодорожника, выбранных из добровольцев железнодорожных школ Раменского, Кратово и Быково, были направлены на строительство лесовозной железной дороги Спецлестранхоза НКПС на станции Бронницы Ленинской железной дороги. А в 1943 году уже 172 юных железнодорожника приняли участие в строительстве железнодорожных путей на станциях Бронницы, Фаустово, Хоботово и вывозке леса, необходимого для восстановления железнодорожных мостов и путей. Всего за годы Великой Отечественной войны юными железнодорожниками было построено 20 км лесовозных дорог, в том числе 3,5 км — широкой колеи.
С военной платформы станции производилась отправка военной техники. Иногда и в нынешнее время с этой платформы происходят отправка, перегрузка и недлительное хранение военной техники (чаще летом).
В 1958 году, в ходе электрификации участка Раменское — Рязань, станция была электрифицирована на постоянном токе 3кВ. Опоры контактной сети на станции — металлические решётчатые фермы — сохранились с тех пор в удовлетворительном состоянии.
1 октября 1959 года по станции Бронницы из Москвы в Коломну проследовала первая электричка, заменившая паровозную тягу.
С введением летнего графика движения 1989/1990 года на Рязанском направлении по станции Бронницы стал осуществляться оборот пригородных поездов Москва — Бронницы.

## Инфраструктура станции
Помещения ДСП, осуществляющего управление приемом, отправлением и пропуском поездов, маневровой работой, а также ДС, товарного кассира, информационного бюро. На станции 25 светофоров, 18 стрелочных переводов, компрессорная станция для обдува стрелок в зимнее время, пост централизации, тяговая электрическая подстанция (ТПС) № 383 «Бронницы-тяговая» 110/3,3 кВ (Малышево).
Вблизи чётной горловины станции расположены две островные пассажирские платформы, соединённые между собой и выходом в город пешеходными настилами с обеих сторон. На 1-й островной платформе главных путей работает билетная касса. На ней же находится зал ожидания пригородных поездов, где в ненастную погоду можно укрыться от дождя, ветра и снега, в котором до 2007 года располагалась коммерческая палатка по продаже сигарет и напитков.
Вторая платформа 4-го пути большую часть времени не используется. С 1989-го по 2005-й год эта платформа использовалась для оборота пригородных электропоездов Москва — Бронницы по пятницам, выходным и праздничным дням. В настоящий период времени по платформе иногда осуществляется оборот пригородных поездов Москва — Голутвин, Москва — Шиферная, Москва — Виноградово, Москва — Фаустово по укороченным маршрутам в связи с увеличением технологического «окна» при производстве путевых работ по ремонту и текущему содержанию пути, контактной сети, устройств сигнализации, централизации и блокировки на перегоне «Бронницы — Фаустово», а также постановка пригородных электропоездов под обгон.
Посадочные платформы не оборудованы турникетами, перронный контроль не осуществляется. В декабре 2010 года были начаты работы по ремонту пешеходных переходов (настилы).
Грузовой район станции располагается с обеих сторон от главных путей. На станции имеется грузовая высокая платформа с открытой площадкой для погрузки/выгрузки вагонов-платформ с крупногабаритными грузами и самоходной техникой.
Станция располагает большим складским комплексом.
На станции предусмотрено обслуживание подъездных путей.
- Торец платформы со стороны Рязани
- Торец платформы со стороны Москвы
- Подъездные пути

## Путевое развитие
Станция «Бронницы» по характеру работы относится к промежуточной станции с продольным расположением приемо-отправочных путей.
Путевое развитие станции «Бронницы» — 12 путей, из них электрифицированы I и II главные, а также 3 и 4 приёмо-отправочные для грузовых и пассажирских поездов обоих направлений. Все пути, кроме подъездных, оборудованы системой АЛСН.
I, II главные пути предназначены для приема, пропуска и отправления грузовых и пассажирских поездов обоих направлений. Пути № 3 и 4 — приёмо-отправочные для грузовых и пассажирских поездов обоих направлений; путь № 5 — предохранительный тупиковый вытяжной; путь № 6 — подъездной к ОАО «Раменский комбинат хлебопродуктов»; путь № 8 — погрузочно-выгрузочный с открытой площадкой на высокой платформе; путь № 7 и 9 — тупиковые погрузочно-выгрузочные; путь № 10 — подъездной; путь № 11 — погрузочно-выгрузочный крытых складов станции и подъездной к ОАО «Бротекс»; путь № 12 — подъездные тупиковые к тяговой электрической подстанции (ТПС) № 383 «Бронницы-тяговая» 110/3,3 кВ (Малышево).
|    |                                                                                |      |      |      |  |  |
| I  | Приём, отправление и пропуск пассажирских и грузовых поездов обоих направлений | 1235 | есть | есть |  |  |
| II | Приём, отправление и пропуск пассажирских и грузовых поездов обоих направлений | 1275 | есть | есть |  |  |
| 3  | Приёмо-отправочный для грузовых и пассажирских поездов обоих направлений       | 816  | есть | есть |  |  |
| 4  | Приёмо-отправочный для грузовых и пассажирских поездов обоих направлений       | 586  | есть | есть |  |  |
| 5  | Вытяжной предохранительный тупик                                               | 186  | нет  | нет  |  |  |
| 6  | Вытяжной, подъездной                                                           | 1597 | нет  | есть |  |  |
| 7  | Погрузочно-выгрузочный тупиковый                                               | 474  | нет  | нет  |  |  |
| 8  | Погрузочно-выгрузочный тупиковый                                               | 637  | нет  | нет  |  |  |
| 9  | Погрузочно-выгрузочный                                                         | 317  | нет  | нет  |  |  |
| 10 | Подъездной                                                                     | 854  | нет  | нет  |  |  |
| 11 | Подъездной                                                                     | 563  | нет  | нет  |  |  |
| 12 | Подъездные                                                                     | 280  | нет  | нет  |  |  |

Пути и стрелочные переводы на станции и прилегающих перегонах после реорганизации находятся в ведении Московско-Рязанской дистанции пути ПЧ-5.

## Движение по станции
По летнему расписанию (график 2011/2012) через станцию проходит более 200 поездов в сутки в пригородном, местном и дальнем следовании.

### Пассажирское сообщение
Поезда дальнего следования на станции не останавливаются. В сутки через станцию проходит около 50 пар поездов в дальнем следовании.

### Пассажирское пригородное движение
Станция является остановочным пунктом для всех электропоездов, кроме экспрессов Москва — Рязань. На станции останавливаются 110 пригородных поездов в сутки, из них 65 — по направлению на Москву, 25 — по направлению на Голутвин, 3 — на Рязань, 3 — на Фаустово, 8 — на Шиферную и 5 — на Виноградово. Время хода до Москвы — от 58 мин. до 1 часа 22 мин. в зависимости от количества остановок. По особому назначению в летние периоды времени станция является пунктом оборота пригородных составов электропоездов направлением Москва — Бронницы. И без того довольно крупный пассажиропоток на станции увеличивается многократно в летний период в связи с большим количеством дачников, делающих пересадку на автобусы местного сообщения.

### Грузовое движение
Станция выполняет приём, отправление, обгон, скрещение и пропуск грузовых поездов.

## Маневровая работа
Станция осуществляет операции с грузовыми вагонами. Выполняются маневровые операции по прицепке/отцепке и осаживанию вагонов к сборным поездам с выходом на главные пути станции.
От станции «Бронницы» отходят подъездные пути к ОАО «Бротекс», складскому комплексу ДОК «ТБМ», ОАО «Раменский комбинат хлебопродуктов» с расположенной на нём железнодорожной станцией c большим грузооборотом вагонов-хопперов, ЗАО «Раменский мясокомбинат „РамФуд“» и Раменский кондитерский комбинат.
Маневровый локомотив ЧМЭ3 № 974, 2034. Архивировано 31 января 2013 года., 2034. Архивировано 8 апреля 2013 года., 3769 предоставляет депо ФТЧЭ-82(ТЧ-8) Голутвин. На станции также работают локомотивы примыкающих к станции подъездных путей — местные маневровые тепловозы ТГК2 — 6018. Архивировано 1 февраля 2013 года. и ТГК2 — 8490. Архивировано 31 января 2013 года. ОАО «Бротекс».

## Прилегающие перегоны

### Нечётное направление
- «Бронницы — Раменское», 11,58 км, двухпутный электрифицированный. По II главному пути — односторонняя четырёхзначная автоматическая блокировка для движения нечётных поездов; по I главному пути — односторонняя четырёхзначная автоматическая блокировка для движения чётных поездов. Перегон оборудован устройствами для движения поездов по неправильному пути по сигналам АЛСН. В непосредственной близости от станции расположен охраняемый железнодорожный переезд Кузнецовский на пересечении с автодорогой Раменское — Воскресенск[22].

### Чётное направление
- «Бронницы — Фаустово», 10,31 км, двухпутный электрифицированный. По I главному пути — односторонняя четырёхзначная автоматическая блокировка для движения чётных поездов; по II главному пути — односторонняя четырёхзначная автоматическая блокировка для движения нечётных поездов. Перегон оборудован устройствами для движения поездов по неправильному пути по сигналам АЛСН. В непосредственной близости от станции расположен охраняемый железнодорожный переезд «58-й километр» на пересечении с автодорогой А107 Московское Малое Кольцо[22].

Отправление поезда в чётном направлении с приёмо-отправочного пути № 4 проходит с выходом на II главный путь станции в неправильном направлении и осуществляется по устному указанию поездного диспетчера и после переключения блокировки на соответствующее направление движения.

## Происшествия
По итогам 2003 года наиболее опасными на Рязанском направлении были перегоны «Перово — Люберцы», «Люберцы — Быково», «Быково — Раменское», а также платформы Выхино, Фабричная, станции «Бронницы» и Воскресенск.
- 1 апреля 2008 года на перегоне «Бронницы — Фаустово» по первому главному пути работниками объединённой путевой машинной станции ОПМС-103 Фаустово был оборван кабель СЦБ. При этом мастер Голутвинской дистанции СЦБ не был даже поставлен в известность о случившемся[33].

- 5 августа 2008 года в 21:57 на неохраняемом железнодорожном переезде «63 километр» перегона «Фаустово — Бронницы» Московской железной дороги грузовой автомобиль автофургон MAN с прицепом, перевозивший в Пермь телевизоры, столкнулся с пассажирском поездом № 3 «Кавказ» сообщением «Кисловодск — Москва», поставив под угрозу жизнь нескольких сотен пассажиров поезда. В результате происшествия был поврежден электровоз поезда. По одним данным, 32-летний водитель переезжал железную дорогу на красный сигнал светофора. По другим — шофер застрял между рельсами, где вёлся капремонт переезда. В этом месте был снят асфальт и рассыпан щебень. Машина с прицепом буксовала, но выбраться из западни фуре не удалось. Водитель пытался связаться с правоохранительными органами, а когда к переезду стал приближаться поезд, то выскочил ему навстречу, подавая сигнал тревоги. За 400 метров до переезда машинист поезда применил экстренное торможение. Но тяжеловес, который мчался на скорости 112 км/ч, врезался в фуру. Часть коробок с плазменными телевизорами вывалилась на дорогу. По информации, во втором вагоне поезда 39-летний мужчина получил раны лица. Также пострадал двухгодовалый мальчик. Ребёнка с пороком сердца родители везли в Москву на госпитализацию. Пассажирам оказали помощь на месте сотрудники «скорой». В 23:10 движение на этом направлении уже было восстановлено: электровоз отправлен на станцию «Фаустово», к поезду прицеплен новый. Состав продолжил свой путь на Казанский вокзал Москвы. Работы по восстановлению движения на перегоне заняли около часа. Злополучный участок вскоре заасфальтировали[34][35][36].

- 26 января 2010 года в 21.49 на перегоне «Бронницы — Раменское» фирменный скорый поезд № 3 «Кавказ» сообщением «Кисловодск — Москва» столкнулся с неожиданно блокировавшим его путь на охраняемом железнодорожном переезде «56 километр» маршрутным такси. По словам свидетелей, маршрутку марки Ford тянули через переезд на буксире. Но в какой-то момент, в силу не установленных пока причин, автомобиль остановился на главном пути, что и привело к столкновению с пассажирским поездом № 3 «Кисловодск — Москва». В результате инцидента пострадавших нет, но из-за повреждений локомотива перерыв в движении составил 2 часа 20 минут. Авария вызвала задержку поезда, который должен был прибыть на Казанский вокзал столицы в 22.45. При столкновении с автомобилем локомотив получил повреждения и был заменён. Для продолжения движения поезда из ближайшего депо был вызван другой локомотив. В 23.40 заменённый локомотив уже подъезжал к месту аварии, где остановился поезд, состоящий из 11 вагонов. Движение поездов на линии «Москва — Рязань» не прекращалось[37][38][39][40][41].

- 2 июля 2010 года в 10 часов 55 минут на перегоне «Бронницы — Раменское» при следовании по II главному пути через железнодорожный переезд «56 километр» в одном из вагонов экспресса Рязань — Москва дежурный по переезду услышала сильный стук. В пятом вагоне с головы состава произошёл развал колеса. Дежурный по переезду незамедлительно сообщила о неисправности машинисту экспресса «Рязань — Москва» и дежурной по станции «Бронницы». Электропоезд был остановлен, неисправность устранена, и пассажиры благополучно доставлены до столицы[42][43].

- 11 мая 2011 года утром от «Южных электрических сетей» — филиала ОАО «Московская объединённая электросетевая компания» перестало поступать штатное напряжение на тяговую подстанцию, обеспечивающую движение электропоездов на Рязанском направлении Московской Железной Дороги на перегоне «Быково — Раменское», в результате чего возникли задержки в движении поездов на этом направлении. В Московской объединённой электросетевой компании сообщили, что причиной сбоя стало ДТП в Раменском районе. Около пяти утра автомобиль «Фольксваген» повредил две опоры кабельно-воздушной линии. В результате аварии водитель автомобиля не пострадал. Для ремонта опор, по согласованию с РЖД, была обесточена тяговая подстанция, отключено электроснабжение. С 5.50 движение поездов осуществлялось за счет собственных резервных источников питания Московской Железной Дороги по диспетчерскому графику. Задержки пригородных поездов составляли в среднем от 20 минут. Поскольку электрички от станции «Раменское» до «Люберец» следовали без остановки, на перронах скопилось большое количество пассажиров, были отключены турникеты. В 10.42 оперативно-восстановительная бригада МОЭСК завершила ремонт опор, была запитана тяговая подстанция, электроснабжение восстановлено. В 13.01 электроснабжение заработало от внешних источников в штатном режиме. Движение поездов осуществлялось по расписанию[44][45][46].

## Местная работана станции
На станции выполняют следующие операции:
1. Технические — расформирование и формирование поездов, подача и уборка вагонов на грузовых фронтах, обработка составов по прибытии и перед отправлением;
2. Грузовые — погрузка, выгрузка, перегрузка и сортировка.
Станция открыта для грузовой работы.
1. Приём и выдача мелких отправок грузов, требующих хранения в крытых складах станций.
2. Приём и выдача повагонных отправок грузов, допускаемых к хранению на открытых площадках станций.
3. Приём и выдача грузов повагонными и мелкими отправками, загружаемых целыми вагонами, только на подъездных путях и местах необщего пользования.
4. Приём и выдача повагонных отправок грузов, требующих хранения в крытых складах станций.
10. Приём и выдача мелких отправок грузов, допускаемых к хранению на открытых площадках станций.
3. Коммерческие — приём, взвешивание и выдача грузов, оформление перевозочных документов, исчисление провозных плит и расчеты с отправителями и получателями, розыск грузов, финансовая и кассовая отчетность:
2. Продажа пассажирских билетов.
5. Приём и выдача повагонных отправок грузов (открытые площадки).
6. Приём и выдача мелких отправок грузов (крытые склады).
7. Приём и выдача повагонных и мелких отправок (подъездные пути).
8. Приём и выдача повагонных отправок грузов (крытые склады).
14. Приём и выдача мелких отправок грузов (открытые площадки).

## Пересадочный узел станции
На южном выходе с платформы станции «Бронницы» находится недействующий автовокзал.
Автобусные маршруты связывают станцию «Бронницы» с садовыми товариществами и деревней Пласкинино, городами Бронницы и Раменское, селом Гжель и другими населёнными пунктами.
Рядом с платформой располагается крупная автобусная конечная остановка маршрутов №:
№ 21 м/р. Холодово — ст. Бронницы — Сады (Пласкинино),
№ 27 ст. Раменское — д. Колупаево,
№ 44 ст. Бронницы — д. Гжель,
№ 45 ст. Бронницы — д. Надеждино,
№ 48 ст. Бронницы — м/р. Холодово,
№ 54 ст. Бронницы — Марково,
№ 58 г. Раменское — ст. Бронницы — г. Бронницы.
По обеим сторонам от платформ располагаются стоянки такси.
Хотя станция носит название «Бронницы», она расположена относительно далеко от самого города Бронницы — примерно в 10 километрах. В непосредственной близости от платформы расположен посёлок станции Бронницы, состоящий из пяти 5-этажных жилых домов. Недалеко от станции расположены садоводческие некоммерческие товарищества СНТ «Локомотив-1» и СНТ «Локомотив-2» МЛРЗ Московского локомотиво-ремонтного завода. Станция «Бронницы» территориально расположена в Раменском районе (последняя станция в этом районе), далее по направлению к югу следует платформа Радуга, расположенная в уже Воскресенском районе Московской области. Станция является последней на Рязанском направлении, относящейся к Московско-Курскому региону (вместе с линией от Москвы-Пасс.-Казанской). Следующий остановочный пункт пл. Радуга уже относится к Московско-Рязанскому региону. До 2011 года границы отделений МЖД были другими, всё Рязанское направление относилось к Московско-Рязанскому отделению.